# Supergrass (album)
Supergrass is het derde album van de Engelse alternatieve-rockband Supergrass. Het werd door Parlophone in Engeland uitgegeven op 20 mei 1999 en was de opvolger van In It for the Money uit 1997. De single's van het album waren 'Pumping on Your Stereo', 'Moving' en 'Mary'. De eerste twee singles kwamen ook in Nederland in de hitlijsten.